# Unterseeboot U-141 (1918)
Pour les autres navires du même nom, voir Unterseeboot 141.
L'Unterseeboot U-141 est un sous-marin de type U 139 de la marine impériale allemande pendant la Première Guerre mondiale. L'U-141 a participé à la guerre navale et a pris part à la première bataille de l'Atlantique. 

## Affectations
- U-Kreuzer Flotille : de date de début inconnue au 11 novembre 1918.

## Commandants
- Kapitänleutnant Constantin Kolbe[2]  : du 24 juin au 11 novembre 1918.